# Max Weishaupt
Maximilian „Max“ Weishaupt (* 31. Oktober 1908 in Schwendi; † 18. August 1982 ebenda) war ein deutscher Unternehmer und Gründer der Max Weishaupt GmbH.

## Familie und Unternehmensgründung
Max Weishaupt wurde 1908 als zweites Kind des Maschinenbaumeisters Franz Josef Weishaupt und dessen Frau Babette Weishaupt-Hammer in der oberschwäbischen Gemeinde Schwendi geboren. Auch seine beiden Großväter waren bereits Handwerker: Max Weishaupt, dessen Namen er trug, stellte Blasebalge für Schmieden und Orgeln her, der andere, Karl Hammer, betrieb in Schwendi ein Malerfachgeschäft.
Nach Abschluss der Volksschule 1922 begann der damals 14-Jährige eine Lehre im väterlichen Betrieb, der transportable Feldschmieden und Schmiedeherde für Schlossereien herstellte. Infolge der Wirtschaftskrise musste der Vater 1931 Konkurs anmelden und die kleine Fabrik aufgeben. Max Weishaupt war längere Zeit arbeitslos und gründete 1932 einen eigenen Betrieb (Max Weishaupt, Maschinenfabrik, Schwendi). Zunächst stellte Weishaupt ebenfalls Schmieden und Gebläse her. 1937 legte er die Prüfung zum Maschinenbaumeister ab. Der Betrieb florierte, 1939 errichtete Weishaupt die erste eigene Werkstatt in der Ortsmitte Schwendis.
Am 1. Mai 1938 heiratete er Sofie Kiesle, die Tochter des Schwendier Friseurmeisters. Nach Sofie Weishaupt ist seit 2006 das Seniorenzentrum des Arbeiter-Samariter-Bundes in Schwendi benannt. Aus der Ehe gingen drei Kinder hervor: Siegfried Weishaupt (geb. 1939), Herbert Weishaupt (1941–1974) und Maximilian Weishaupt (1949–2018).

## NSDAP-Funktionär
Max Weishaupt trat bereits 1932, im Jahr vor der Machtübernahme der Nationalsozialisten, der NSDAP bei. In der Zeit der Arbeitslosigkeit hatte er sich politisch radikalisiert. Eigenen Angaben zufolge sympathisierte er zunächst mit den Kommunisten, da er einen Umsturz des Wirtschaftssystems unterstützte. Nach dem Besuch einer NSDAP-Veranstaltung begeisterte er sich für den sozialrevolutionären Flügel der Partei. Im Zuge der Gleichschaltung wurde der 24-jährige Weishaupt von der NSDAP im August 1933 als Gemeinderat eingesetzt. Zeitweise war er auch NS-Funk- und Filmwart von Schwendi. Seit 1935 amtierte Weishaupt als Ortsobmann der Deutschen Arbeitsfront, der NS-Einheitsorganisation von Arbeitern und Unternehmern.
Im Zweiten Weltkrieg gelang es Max Weishaupt, wegen Herstellung „kriegswichtiger“ Güter der Einberufung zur Wehrmacht zu entgehen. Nach Kriegsende 1945 wurde er von der französischen Besatzungsmacht kurzzeitig inhaftiert. Ein Entnazifizierungsgericht stufte ihn 1948 als „Mitläufer“ ein, obwohl ihm der Kreisuntersuchungsausschuss bescheinigt hatte, „zur Errichtung der NS-Gewaltherrschaft beigetragen“ zu haben. In seiner Verteidigungsschrift hatte Weishaupt angegeben, er habe erkannt, welches Unheil der Nationalsozialismus mit sich bringen würde. Er sei „aber nicht mutig genug gewesen, die Konsequenz zu ziehen“.

## Einstieg ins Brennergeschäft
Nach dem Krieg begann Weishaupt mit dem Bau von Motoren. Den Durchbruch brachte 1952 ein Lizenzvertrag mit der Schweizer Firma von Jakob Meier: Weishaupt baute von nun an Heizbrenner mit dem Namen Monarch. Im selben Jahr meldete Max Weishaupt ein Patent für einen Ölbrenner an, das die Grundlage für die spätere eigene Brennerproduktion bildete. 1961 stellte Weishaupt den ersten Überdruck-Brenner her, 1962 erfolgte der richtungsweisende Einstieg in das Gasbrennergeschäft. Zu dem Zeitpunkt waren etwa 400 Menschen in Schwendi beschäftigt. Aus der Personengesellschaft wurde die Max Weishaupt GmbH.
Nach seinem Tod 1982 wurde Max Weishaupt in dem eigens für die Familie Weishaupt angelegten Bereich des Schwendier Friedhofs beigesetzt. Die alleinige Geschäftsführung der Max Weishaupt GmbH übernahm sein Sohn Siegfried Weishaupt, der seit 1972 das Unternehmen gemeinsam mit seinem Vater leitete. Zu diesem Zeitpunkt zählte die Firma 1.900 Mitarbeiter und verzeichnete einen Umsatz von 220 Millionen D-Mark.

## Schulbegründer und Kunstliebhaber
Auf die Entwicklung der Gemeinde Schwendi hatten die Firma Weishaupt und Max Weishaupt persönlich großen Einfluss. Viele Jahre war er im Gemeinderat tätig, zeitweise als Stellvertreter des Bürgermeisters. Weishaupt trieb die Einrichtung einer Realschule im Ort voran, die 1962 eröffnet wurde. Sie wurde eine wichtige Ausbildungsstätte für spätere Fachkräfte des Unternehmens. Seit dem Jahrestag ihres 25-jährigen Bestehens 1987 trägt sie den Namen Max-Weishaupt-Realschule. Auch die Straße zum Firmengelände wurde nach dem Firmenpatriarchen benannt und trägt den Namen Max-Weishaupt-Straße.
Max Weishaupt legte großen Wert auf das Design seiner Produkte, weshalb er mit der Ulmer Hochschule für Gestaltung zusammenarbeitete. Die Designer Hans Gugelot und Hans Sukopp gestalteten unter anderem Brenner und Schaltschränke. Weishaupt kaufte privat hochkarätige Kunst – unter anderem von Pablo Picasso. 1979 ließ er sich von dem Pop-Art-Künstler Andy Warhol porträtieren. Das Bild hängt heute im Weishaupt Forum.

## Ehrungen
- 1968: Ehrenbürger der Gemeinde Schwendi
- 1969: Ehrensenator der Universität Tübingen
- 1969: Verdienstkreuz 1. Klasse der Bundesrepublik Deutschland
- 1974: Großes Verdienstkreuz der Bundesrepublik Deutschland[6]
- 1980: Verdienstmedaille des Landes Baden-Württemberg
- 1987 (posthum): Benennung der Max-Weishaupt-Realschule in Schwendi